# La Ménagerie de verre (film, 1987)
Pour les articles homonymes, voir La Ménagerie de verre (homonymie).
Pour plus de détails, voir Fiche technique et Distribution.
La Ménagerie de verre (The Glass Menagerie) est un film américain avec John Malkovich  réalisé par Paul Newman, d'après la pièce de Tennessee Williams, et sorti en 1987.

## Synopsis
L'ensemble du film se situe dans le souvenir du jeune Tom Wingfield, employé dans un entrepôt de chaussures, qui vit avec sa mère Amanda et sa sœur Laura. Comme son père qui les a quittés sans explication, Tom a la tête pleine de rêves dont l'accomplissement semble contrecarré par le sentiment de responsabilités vis-à-vis de sa mère Amanda, mais surtout vis-à-vis de sa sœur, la fragile Laura atteinte de pleurésie. Laura souffre surtout d'une grande timidité qui rend tout contact avec les autres difficile (elle quitte l'école), et passe le plus clair de son temps à jouer avec ses petits animaux de verre (d'où le nom original de la pièce de Tennessee Williams). Un jeune homme va venir bouleverser le petit monde de Laura. En bien ou en mal ? …

## Fiche technique
- Titre : La Ménagerie de verre
- Titre original : The Glass Menagerie
- Réalisation : Paul Newman
- Scénario : d'après la pièce de Tennessee Williams
- Musique : Henry Mancini
- Photographie : Michael Ballhaus
- Montage : David Ray
- Direction artistique : John Kasarda
- Création des décors : Tony Walton
- Décorateur : Susan Bode (en)
- Costumes : Tony Walton
- Production : Burtt Harris
- Société de production : Cineplex Odeon Films (en)
- Société de distribution : Cineplex Odeon Films (en) (États-Unis)
- Format : Couleurs - Stéréo
- Pays d'origine :  États-Unis
- Langue : anglais
- Genre : Drame
- Durée : 134 minutes
- Sortie :
  - Canada : 19 septembre 1987 (Festival de Toronto : première mondiale)
  - États-Unis : 23 octobre 1987

## Distribution
- Joanne Woodward (VF : Martine Sarcey) : Amanda Wingfield
- John Malkovich (VF : Dominique Collignon-Maurin) : Tom Wingfield
- Karen Allen : Laura Wingfield
- James Naughton : Jim O'Connor